# Last Forever
Last Forever is een nummer van de rockgroep Stereo. Het werd als tweede single uitgebracht, afkomstig van het debuutalbum Monogamy.

## Achtergrondinformatie
De band heeft het nummer gekozen omdat het, volgens de groep, goed laat zien wat het album is en omdat het een brede track is. Vanwege een stroomstoring bij het distributiecentrum van Free Record Shop, was de single een week later te verkrijgen bij winkels van de keten.
De groep werd door Giel Beelen van 3FM uitgenodigd om in de studio een live-uitvoering van het nummer te geven, waarna Beelen het nummer prees en goed voor de top vond. Op 22 mei werd het nummer verkozen als 538 Alarmschijf. Het nummer maakte grote sprongen in de Top 40 waarmee het in haar vierde week de tiende plek behaalde.

## Hitnotering
| "Last Forever" in de Nederlandse Top 40 - binnen: 6 juni 2009 | "Last Forever" in de Nederlandse Top 40 - binnen: 6 juni 2009 | "Last Forever" in de Nederlandse Top 40 - binnen: 6 juni 2009 | "Last Forever" in de Nederlandse Top 40 - binnen: 6 juni 2009 | "Last Forever" in de Nederlandse Top 40 - binnen: 6 juni 2009 | "Last Forever" in de Nederlandse Top 40 - binnen: 6 juni 2009 | "Last Forever" in de Nederlandse Top 40 - binnen: 6 juni 2009 | "Last Forever" in de Nederlandse Top 40 - binnen: 6 juni 2009 | "Last Forever" in de Nederlandse Top 40 - binnen: 6 juni 2009 | "Last Forever" in de Nederlandse Top 40 - binnen: 6 juni 2009 | "Last Forever" in de Nederlandse Top 40 - binnen: 6 juni 2009 |
| Week                                                          | 1                                                             | 2                                                             | 3                                                             | 4                                                             | 5                                                             | 6                                                             | 7                                                             | 8                                                             | 9                                                             |                                                               |
| ------------------------------------------------------------- | ------------------------------------------------------------- | ------------------------------------------------------------- | ------------------------------------------------------------- | ------------------------------------------------------------- | ------------------------------------------------------------- | ------------------------------------------------------------- | ------------------------------------------------------------- | ------------------------------------------------------------- | ------------------------------------------------------------- | ------------------------------------------------------------- |
| Nummer                                                        | 32                                                            | 25                                                            | 12                                                            | 10                                                            | 13                                                            | 19                                                            | 26                                                            | 38                                                            | 40                                                            | uit                                                           |